# Churchilldok

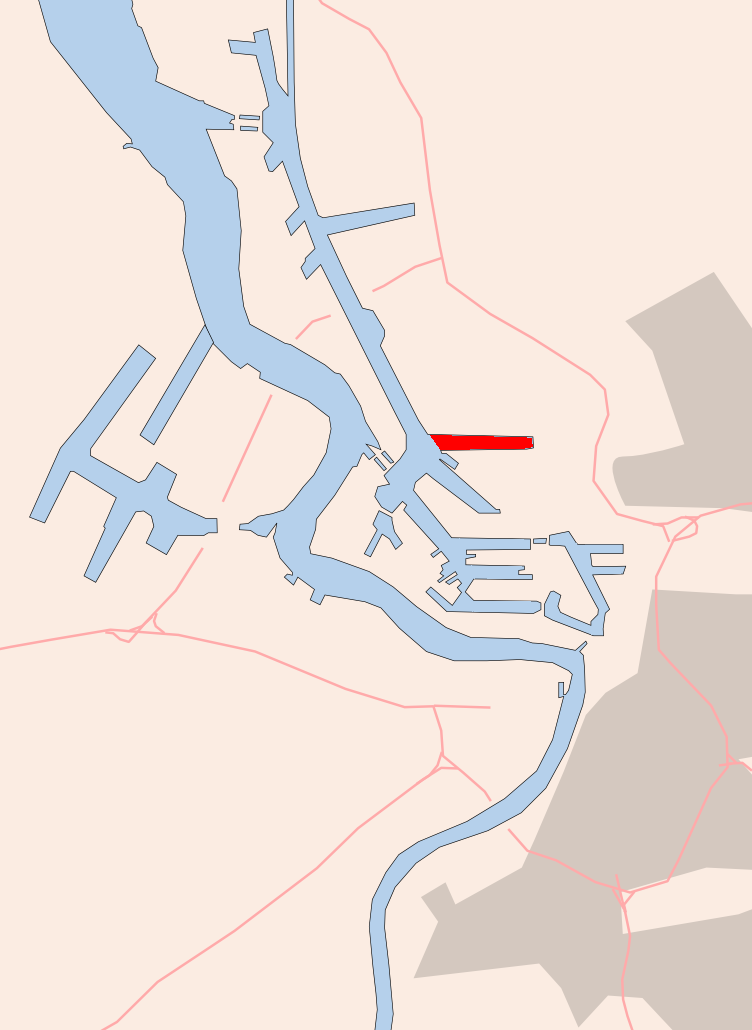
Locatie

Het Churchilldok of voorheen Zevende Havendok ligt in het noorden van de haven van Antwerpen en ligt in oostwestelijke richting. Het lange dok komt uit ten westen van het Kanaaldok B1. Aan de oostkant komt ze uit aan de uitgestrekte, kilometers lange Noorderlaan.
Het Churchilldok is tussen de twee voormalige polderdorpen Oorderen en Wilmarsdonk gegraven en in 1966 naar de beroemde Britse premier Winston Churchill genoemd door de Britse Koningin Elizabeth II.
Het dok is 2.510 meter lang, het westelijke begin-dok is 350 meter breed en het oostelijke einde-dok 286 meter, met een theoretische diepte van 11,08 meter TAW; om de waterdiepte te kennen dient men hier nog 4,2m bij te tellen. Het dok heeft een oppervlakte van 79,44 ha.
Vanaf de zuidkant, met de hoek van het voormalige Graandok begint de nummering van 402 tot 430 met de uitgebreide havenconcessie van PSA.
Hier zijn rondom de containers alom vertegenwoordigd. Vanaf het oostelijk gelegen nummering-hoek 466 tot op het einde van deze 2.510 meter lange kade van nº 500, waar de grote ronde hoek is van dit dok en het Kanaaldok B1, zijn de concessies van Zuidnatie en Nova-Hessenoordnatie vertegenwoordigd. De Plant 2 van General Motors ligt achter de havenloodsen en een muur van containers, op een immens groot fabrieksterrein.
Vanaf de Noorderlaan kon men het grote fabriekcomplex, en de enorme parkings voor de werknemers, en de nieuwe wagens voor binnenlandse import en buitenlandse export zien.
Ten noorden van de oude GM-fabriek en over de Noorderlaan ligt het uitgestrekte N.M.B.S. spoorweg-vormingsstation van Antwerpen-Noord. Daar worden de goederenwagons en treinen gerangeerd, naar en voor diverse bestemmingen in het gehele Antwerpse havengebied, zowel voor de rechter- als linkeroever.
Ten oosten en voorbij de Noorderlaan ligt het Ekerense waterbekken voor de spoorwegen. Eertijds was het onder de naam Muisbroek een geliefd recreatieoord voor watersportliefhebbers, vissers en zwemmers. Diverse duikverenigingen duiken in het 19 meter diepe meer. Verscheidene malen zijn er mensen verdronken door de verraderlijke onderstroming en is het nu verboden te zwemmen.
Alleen duikverenigingen en vissers mogen, enkel in het oostelijk deel, nog op deze Ekerse Plas komen. Niettegenstaande mag men aan de oevers picknicken, zonnebaden, fietsen en wandelen.
Op de Antwerpse rechteroever van de Schelde:
Albertdok · Amerikadok · Asiadok · Bevrijdingsdok · Bonapartedok · Churchilldok · Derde Havendok · Eerste Havendok · Graandok · Hansadok · Houtdok · Industriedok · Kanaaldok · 
Kattendijkdok · Kempisch dok · Kooldok · Leopolddok · Lobroekdok · Margueriedok · Marshalldok · Noordschippersdok · Petroleumdok · Sasdok · Schippersdok · Schuildok voor Lichters · Siberiadok · Steendok · Straatsburgdok · Suezdok · Tweede Havendok · Verbindingsdok · Vierde Havendok · Vijfde Havendok · Willemdok · Zesde Havendok · Zuiderdokken
Op de Oost-Vlaamse linkeroever van de Schelde:
Deurganckdok · Doeldok · Noordelijk Insteekdok · Saeftinghedok · Verrebroekdok · Vrasenedok · Waaslandkanaal · Zuidelijk Insteekdok